# Rally Dakar de 2023
El Rally Dakar de 2023 fue la cuadragésima quinta edición. Se llevó a a cabo desde el 31 de diciembre de 2022 hasta el 15 de enero de 2023, y por cuarto año consecutivo en Arabia Saudita. Estuvo organizada por Amaury Sport Organisation (ASO).
El esquema de la ruta de la carrera se presentó el 5 de junio de 2022. La ruta comenzó en un "Sea Camp" cerca de Yanbu, en la costa del Mar Rojo, y terminó en Dammam, en la costa del Golfo Pérsico. La ruta vuelve este año al Cuartel Vacío con tres etapas, incluida la etapa maratón. La ruta contó con un 70 % de pistas nuevas, menos enlace y 5000 kilómetros de etapas especiales. Los organizadores revelaron la ruta detallada en noviembre. La ruta ha sido descrita como más larga, más difícil y con más dunas.

## Cambios
Se anunciaron algunos cambios para la edición de ese año:
- Libros de ruta digitales para todos los participantes, incluidas las motos.
- Bonificaciones de tiempo para las motos abriendo etapa.
- "Rutas espejo": para separar las rutas, algunas etapas se dividirán en "rutas A y B", que cuentan con diferentes puntos de referencia, asignados aleatoriamente.
- Sin neutralizaciones para las categorías T1 y T2: la etapa no tendrá descansos en el medio.
- Procedimiento de inicio de etapa: el primer camión en salir será el del puesto 45. Sin reclasificación para los 40 mejores conductores.
- Dakar Classic seguirá una ruta dedicada con 13 etapas, incluidas 2 maratón. Nuevo grupo de velocidad media para vehículos menos potentes.[3]

## Etapas
| Etapa   | Fecha     | Fecha           | Inicio      | Final       | Total/Especial     |
| ------- | --------- | --------------- | ----------- | ----------- | ------------------ |
| Prólogo | Sábado    | 31 de diciembre | Sea Camp    | Sea Camp    | 10 km / 10 km      |
| 1       | Domingo   | 1 de enero      | Sea Camp    | Sea Camp    | 603 km / 368 km    |
| 2       | Lunes     | 2 de enero      | Sea Camp    | Al-Ula      | 590 km / 431 km    |
| 3       | Martes    | 3 de enero      | Al-Ula      | Ha'il       | 669 km / 447 km    |
| 4       | Miércoles | 4 de enero      | Ha'il       | Ha'il       | 573 km / 425 km    |
| 5       | Jueves    | 5 de enero      | Ha'il       | Ha'il       | 646 km / 375 km    |
| 6       | Viernes   | 6 de enero      | Ha'il       | Ad Dawadimi | 876.68 km / 466 km |
| 7       | Sábado    | 7 de enero      | Ad Dawadimi | Ad Dawadimi | 641.47 km / 473 km |
| 8       | Domingo   | 8 de enero      | Ad Dawadimi | Riad        | 722.41 km / 407 km |
| -       | Lunes     | 9 de enero      | Riad        | Riad        | Día de descanso    |
| 9       | Martes    | 10 de enero     | Riad        | Haradh      | 710 km / 439 km    |
| 10      | Miércoles | 11 de enero     | Haradh      | Shaybah     | 623 km / 114 km    |
| 11      | Jueves    | 12 de enero     | Shaybah     | Rub al-Jali | 426 km / 275 km    |
| 12      | Viernes   | 13 de enero     | Rub al-Jali | Shaybah     | 375 km / 185 km    |
| 13      | Sábado    | 14 de enero     | Shaybah     | Hofuf       | 669 km / 154 km    |
| 14      | Domingo   | 15 de enero     | Hofuf       | Dammam      | 414 km / 136 km    |
| Fuente: |           |                 |             |             |                    |

## Lista de competidores
El 10 de noviembre del 2022, la organización anunció la lista de competidores:

### Motos

#### RallyGP
| Número | Piloto                     | Marca |
| ------ | -------------------------- | ----- |
| 1      | Sam Sunderland             |       |
| 2      | Ricky Brabec               |       |
| 5      | Joan Barreda               |       |
| 7      | Pablo Quintanilla          |       |
| 8      | Toby Price                 |       |
| 9      | Mason Klein                |       |
| 10     | Skyler Howes               |       |
| 11     | José Ignacio Cornejo       |       |
| 12     | Martin Michek              |       |
| 14     | Sebastian Bühler           |       |
| 15     | Lorenzo Santolino          |       |
| 16     | Ross Branch                |       |
| 18     | Daniel Sanders             |       |
| 19     | Rui Gonçalves              |       |
| 20     | Harith Noah Koitha Veettil |       |
| 25     | Mohammed Balooshi          |       |
| 27     | Joaquim Rodrigues          |       |
| 28     | Maciej Giemza              |       |
| 30     | Antonio Maio               |       |
| 33     | Franco Caimi               |       |
| 42     | Adrien van Beveren         |       |
| 47     | Kevin Benavides            |       |
| 52     | Matthias Walkner           |       |
| 54     | Daniel Nosiglia Jager      |       |
| 68     | Tosha Schareina            |       |
| 77     | Luciano Benavides          |       |
| 142    | Stefan Svitko              |       |

#### Rally2
| Número | Piloto                          |
| ------ | ------------------------------- |
| 17     | Romain Dumontier                |
| 21     | Bradley Cox                     |
| 23     | Konrad Dąbrowski                |
| 24     | Jan Brabec                      |
| 26     | Camille Chapelière              |
| 29     | Diego Gamaliel Llanos           |
| 31     | Mathieu Dovèze                  |
| 32     | Miolan Engel                    |
| 35     | Patricio Cabrera                |
| 36     | Jérôme Martiny                  |
| 37     | Stefano Caimi                   |
| 38     | Eduardo Iglesias Sánchez        |
| 41     | Tomás De Gavardo                |
| 44     | Mirjam Pol                      |
| 46     | Paolo Lucci                     |
| 51     | Rachid Al-Lal Lahadil           |
| 53     | Toni Mulec                      |
| 55     | Ali Oukerbouch                  |
| 56     | Sandra Gómez Cantero            |
| 58     | Zhang Min                       |
| 60     | Francisco Arredondo             |
| 61     | Zhao Hongyi                     |
| 64     | Josep Maria Mas Arcos           |
| 65     | Guillaume Chollet               |
| 66     | Alex Salvini                    |
| 67     | Franco Picco                    |
| 69     | Cesar Rojo                      |
| 70     | Mishal Alghuneim                |
| 71     | Abdullah Al Shatti              |
| 72     | Philippe Gendron                |
| 74     | Michael Jacobi                  |
| 75     | Edouard Leconte                 |
| 76     | Jean-Loup Lepan                 |
| 81     | Ming Ji Fang                    |
| 82     | Gabor Saghmeister               |
| 83     | Julien Jagu                     |
| 85     | Liansong Deng                   |
| 86     | Charlie Herbst                  |
| 87     | Lorenzo Maria Fanottoli         |
| 88     | Cédric Jacques                  |
| 89     | Sunier                          |
| 92     | Ignacio Sanchis                 |
| 93     | Thomas Kongshøj                 |
| 95     | Nicolas Alberto Cardona Vagnoni |
| 96     | Jacob Argubright                |
| 97     | Zaker Yakp                      |
| 98     | Fabien Domas                    |
| 106    | Bertrand Gavard                 |
| 107    | Lorenzo Maestrami               |
| 108    | Julien Barthélémy               |
| 109    | Kévin Durand                    |
| 110    | Pierre Peyrard                  |
| 111    | Michael Docherty                |
| 112    | Arnault Chardron                |
| 114    | Neels Theric                    |
| 116    | Fernando Domínguez              |
| 117    | Ottavio Missoni Jr.             |
| 118    | Benjamin Lepelly                |
| 119    | Loïs D’Abbadie                  |
| 120    | Wesley Aaldering                |
| 121    | Stevan Wilken                   |
| 122    | Gareth Jones                    |
| 123    | Rodolphe de Palmas              |
| 124    | Tommaso Montanari               |
| 125    | Iader Giraldi                   |
| 126    | Stéphane Hamard                 |
| 127    | Ace Nilson                      |
| 130    | Eufrasio Anghileri              |
| 131    | Sergio Vaquero                  |
| 132    | Javier San José Yétor           |
| 133    | Ruben Saldaña Goñi              |
| 137    | Mathieu Troquier                |

#### Quads
| Número | Piloto                  |
| ------ | ----------------------- |
| 151    | Alexandre Giroud        |
| 152    | Manuel Andújar          |
| 153    | Juraj Varga             |
| 154    | Francisco Moreno Flores |
| 155    | Kamil Wiśniewski        |
| 156    | Zdeněk Tůma             |
| 158    | Carlos Alejandro Verza  |
| 159    | Marcelo Medeiros        |
| 160    | Axel Dutrie             |
| 162    | Laisvydas Kancius       |
| 163    | Pablo Copetti           |
| 164    | Toni Vingut             |
| 165    | Sébastien Souday        |
| 166    | Giovanni Enrico         |
| 167    | Abdulaziz Ahli          |
| 169    | Alejandro Fantoni       |
| 170    | Xavier Verbeke          |
| 171    | Daniel Vila Vaques      |

#### Coches
| Número | Piloto                  | Copiloto                 |                              |
| ------ | ----------------------- | ------------------------ | ---------------------------- |
| 200    | Nasser Al-Attiyah       | Mathieu Baumel           | Toyota GR DKR Hilux          |
| 201    | Sébastien Loeb          | Fabian Lurquin           | Prodrive Hunter T1+          |
| 202    | Yazeed Al-Rajhi         | Dirk Von Zitzewitz       | Toyota Hilux Overdrive       |
| 203    | Jakub Przygoński        | Armand Monleón           | Mini John Cooper Works Plus  |
| 204    | Stéphane Peterhansel    | Édouard Boulanger        | Audi RS Q e-tron             |
| 205    | Giniel De Villiers      | Dennis Murphy            | Toyota GR DKR Hilux          |
| 206    | Guerlain Chicherit      | Alex Winocq              | Prodrive Hunter T1+          |
| 207    | Carlos Sainz            | Lucas Cruz               | Audi RS Q e-tron             |
| 208    | Orlando Terranova       | Alex Haro Bravo          | Prodrive Hunter T1+          |
| 209    | Mathieu Serradori       | Loic Minaudier           | Century CR6-T                |
| 210    | Martin Prokop           | Viktor Chytka            | Ford Raptor RS Cross Country |
| 211    | Mattias Ekström         | Emil Bergkvist           | Audi RS Q e-tron             |
| 212    | Sebastián Halpern       | Bernardo Graue           | Mini John Cooper Works Plus  |
| 213    | Vaidotas Žala           | Paulo Fiúza              | Prodrive Hunter T1+          |
| 214    | Benediktas Vanagas      | Kuldar Sikk              | Toyota GR DKR Hilux          |
| 215    | Erik Van Loon           | Sébastien Delaunay       | Toyota Hilux Overdrive       |
| 216    | Brian Baragwanath       | Leonard Cremer           | Century CR6-T                |
| 217    | Henk Lategan            | Brett Cummings           | Toyota GR DKR Hilux          |
| 218    | Christian Lavieille     | Valentin Sarreaud        | MD Rally Sport Optimus       |
| 219    | Lionel Baud             | Rémi Boulanger           | Toyota Hilux Overdrive       |
| 220    | Juan Cruz Yacopini      | Daniel Oliveras Carreras | Toyota Hilux Overdrive       |
| 221    | Khalid Al Qassimi       | Ola Fløene               | Mini John Cooper Works Buggy |
| 222    | Laia Sanz               | Maurizio Gerini          | Astara 01 Concept            |
| 223    | Pierre Lachaume         | Francois Beguin          | MD Rally Sport Optimus       |
| 224    | Wei Han                 | Li Ma                    | SMG HW2021                   |
| 225    | Miroslav Zapletal       | Marek Sýkora             | Ford F-150 Evo               |
| 227    | Tim Coronel             | Tom Coronel              | Century CR6                  |
| 228    | Jean Remy Bergounhe     | Lionel Costes            | MD Rally Sport Optimus       |
| 229    | Isidre Esteve Pujol     | Txema Villalobos         | Toyota Hilux Overdrive       |
| 230    | Lucas Moraes            | Timo Gottschalk          | Toyota Hilux Overdrive       |
| 231    | Romain Dumas            | Max Delfino              | Toyota GR DKR Hilux T1+      |
| 232    | Jérôme Pélichet         | Pascal Larroque          | MD Rally Sport Optimus       |
| 233    | Guoyu Zhang             | Jean-Pierre Garcin       | BAIC BJ40                    |
| 234    | Óscar Fuertes Aldanondo | Diego Vallejo            | Astara 01 Concept            |
| 235    | Daniel Schröder         | Ryan Bland               | Nissan Navara VK50           |
| 236    | Simon Vitse             | Frédéric Lefebvre        | MD Rally Sport Optimus Evo 4 |
| 237    | Po Tian                 | Xuanyi Du                | SMG HW2021                   |
| 238    | Denis Krotov            | Konstantin Zhiltsov      | Mini John Cooper Works Buggy |
| 239    | Pascal Thomasse         | Gérard Dubuy             | MD Rally Sport Optimus       |
| 240    | Gintas Petrus           | José Marques             | MD Rally Sport Optimus Evo 3 |
| 241    | Andrea Lafarja          | Ashley García Chávez     | Toyota Hilux Overdrive       |
| 242    | Carlos Checa            | Marc Solà Terradellas    | Astara 01 Concept            |
| 243    | Maik Willems            | Robert Van Pelt          | Toyota Hilux Overdrive       |
| 245    | Thomas Bell             | Gerhard Schutte          | Nissan Navara VK56           |
| 246    | Akira Miura             | Laurent Lichtleuchter    | Toyota Land Cruiser 300GR    |
| 247    | Michel Kremer           | Thomas de Bois           | Century CR6                  |
| 248    | Zi Yunliang             | He Sha                   | BAIC BJ40                    |
| 250    | Ronald Basso            | Jean Michel Polato       | Toyota Land Cruiser VDJ200   |
| 251    | Alexandre Pesci         | Stephan Kuhni            | Toyota GR DKR Hilux T1+      |
| 252    | Gerard Tramoni          | Dominique Totain         | Oryx Sadev BV2               |
| 253    | Jean Pierre Strugo      | Christophe Crespo        | MD Rally Sport Optimus       |
| 254    | Hugues Moilet           | Olivier Imschoot         | MD Rally Sport Optimus       |
| 255    | Sergio Vallejo          | Mario Tomé               | Century CR6                  |
| 256    | Manuel Plaza Pérez      | Monica Plaza Vazquez     | Sodicars BV2                 |
| 258    | Yannick Panagiotis      | Valérie Panagiotis       | Century CR6                  |
| 259    | Ibrahim Almunha         | TBA                      | Nissan Patrol                |
| 261    | Philippe Raud           | Maxime Raud              | Sodicars BV2                 |
| 262    | Ludovic Gherardi        | François Borsotto        | MD Rally Sport Optimus       |
| 263    | Ronald van Loon         | Erik Lemmen              | Nissan Navara VK50           |
| 264    | Antoine Galland         | Yannick Demay            | Century CR6                  |
| 266    | Dave Klaassen           | Tessa Rooth              | Nissan Navara VK56           |
| 267    | Philippe Voisin         | Franck Maldonado         | Sodicars BV2                 |
| 269    | Magdalena Zając         | Jacek Czachor            | Toyota Hilux                 |
| 270    | Karel Trněný            | Milan Horyl              | Ford F-150 Raptor            |
| 275    | Urvo Männama            | Risto Lepik              | Toyota Gazoo Racing Hilux    |
| 276    | Jean-Philippe Beziat    | Vincent Albira           | MD Rally Sport Optimus       |
| 278    | Marco Piana             | Nicolas Garnier          | Toyota Land Cruiser          |

#### Prototipos ligeros
| Número | Piloto                      | Copiloto                           |
| ------ | --------------------------- | ---------------------------------- |
| 300    | Francisco López Contardo    | Juan Pablo Latrach Vinagre         |
| 301    | Seth Quintero               | Dennis Zenz                        |
| 302    | Cristina Gutiérrez          | Pablo Moreno Huete                 |
| 303    | Austin Jones                | Gustavo Gugelmin                   |
| 304    | Guillaume De Mévius         | François Cazalet                   |
| 305    | Santiago Navarro            | Adrien Metge                       |
| 306    | Jean-Luc Ceccaldi-Pisson    | Cédric Duplé                       |
| 307    | Annett Fischer              | Annie Seel                         |
| 308    | Fernando Álvarez Castellano | Xavier Panseri                     |
| 309    | Saleh Alsaif                |                                    |
| 311    | Camelia Liparoti            | Xavier Blanco García               |
| 312    | Dania Akeel                 | Sergio Lafuente                    |
| 314    | Mitch Guthrie               | Kellon Walch                       |
| 315    | Michael Pisano              | Mayeul Barbet                      |
| 317    | Antoine Méo                 | Fabien Planet                      |
| 318    | Joan Font                   | Themis López                       |
| 319    | Hélder Rodrigues            | Gonçalo Reis                       |
| 320    | Mashael Alobaidan           | Paolo Ceci                         |
| 321    | Ahmed Alkuwari Fahad        | Manuel Lucchese                    |
| 322    | Ignacio Casale              | Alvaro Leon                        |
| 323    | Merce Marti                 | Lisette Bakker                     |
| 324    | Jordi Segura Vidiella       | Sergi Brugué                       |
| 325    | Jean - Pascal Besson        | Delphine Delfino                   |
| 326    | Xavier Foj                  | Antonio Angulo                     |
| 327    | Anja van Loon               | Dmytro Tsyro                       |
| 328    | Ricardo Porém               | Augusto Sanz                       |
| 329    | David Zille                 | Sebastian Cesana                   |
| 330    | Javier Vélez                | Mateo Moreno Kristiansen           |
| 331    | Khalid Aljafla              | Andrei Rudnitski                   |
| 332    | Claude Fournier             | Arnold Brucy                       |
| 334    | José Castan                 | Jean-François Palissier            |
| 335    | Lucas Del Rio               | Bruno Jacomy                       |
| 336    | Brad Salazar                | Eugenio Andres Arrieta             |
| 337    | João Ferreira               | Filipe Palmeiro                    |
| 338    | Rafael Lesmes Suárez        | Eduardo Rafael Naval Pérez         |
| 339    | Ebenhaezer Basson           | Bertus Leander Pienaar             |
| 340    | Hans Weijs                  | Tim Rietveld                       |
| 341    | Geoff Minnitt               | Gerhard Snyman                     |
| 342    | Benjamin Lattard            | Patrick Jimbert                    |
| 343    | Roger Grouwels              | Maurice van Weersch                |
| 344    | Aliyyah Koloc               | Stéphane Duplé                     |
| 345    | Yasmeen Koloc               | Calheine Taye Perry                |
| 346    | Pâmela Bozzano              | Carlos Sachs                       |
| 347    | Enio Bozzano Junior         | Luciano Gómez                      |
| 348    | António Marmolejo           | Ariel Jatón                        |
| 349    | Alfredo Rubio Fernández     | Luis Alberto Benedicto San Antonio |
| 350    | Patricia Pita               | Ruben García                       |

#### SSV
| Número | Piloto                       | Copiloto                  |
| ------ | ---------------------------- | ------------------------- |
| 400    | Rokas Baciuška               | Oriol Vidal Montijano     |
| 401    | Marek Goczał                 | Maciej Marton             |
| 402    | Gerard Farrés                | Diego Ortega Gil          |
| 405    | Michał Goczał                | Szymon Gospodarczyk       |
| 406    | Rodrigo Luppi De Oliveira    | Maykel Justo              |
| 407    | Pau Navarro                  | Michaël Metge             |
| 408    | Éric Abel                    | Serge Gounon              |
| 409    | Bruno Conti de Oliveira      | Pedro Bianchi Prata       |
| 410    | Yasir Seaidan                | Alexey Kuzmich            |
| 411    | Nicolás Cavigliasso          | Valentina Apertegarini    |
| 412    | Jeremías González Ferioli    | Pedro Gonzalo Rinaldi     |
| 414    | Molly Taylor                 | Andrew Short              |
| 415    | Xavier De Soultrait          | Martin Bonnet             |
| 416    | Tomas Jančys                 | Irmantas Bražiūnas        |
| 417    | Paulo Oliveira               | Miguel Alberty            |
| 418    | Florent Vayssade             | Nicolas Rey               |
| 419    | Juan Manuel Silva            | Xavier Flick              |
| 420    | Pietro Cinotto               | Alberto Bertoldi          |
| 421    | Paul Spierings               | Jan-Pieter van der Stelt  |
| 422    | Peter Brabeck-Letmathe       | Brice Aloth               |
| 423    | Juan Miguel Fidel Medero     | Javier Ventaja            |
| 424    | Frédéric Chesnau             | Stéphane Chesnau          |
| 425    | Toomas Triisa                | Mart Meeru                |
| 427    | Pedro Manuel Peñate Muñoz    | Rosa Romero Font          |
| 428    | Eryk Goczał                  | Oriol Mena                |
| 429    | Jean-Claude Pla              | Cyril Pla                 |
| 430    | Sebastian Guayasamin         | Ricardo Adrian Torlaschi  |
| 431    | Ramón Núñez                  | Mauro Esteban Lipez       |
| 432    | Ferdinando Brachetti Peretti | Matteo Casuccio           |
| 433    | Ricardo Ramilo Suarez        | David Ribeiro Teles Megre |
| 434    | Christophe Cresp             | Jean Brucy                |
| 435    | Michele Cinotto              | Maurizio Dominella        |
| 436    | Benoît Lepiètre              | Peter Serra               |
| 437    | Cristiano Batista            | Fausto Mota               |
| 438    | Éric Croquelois              | Jean-Luc Martin           |
| 439    | Shinsuke Umeda               | Facundo Jaton             |
| 440    | Gert-Jan Van Der Valk        | Branco De Lange           |
| 441    | Stéphane Consani             | Thibault Jean de la Haye  |
| 442    | Carlo Cinotto                | Marco Arnoletti           |
| 443    | Oscar Ral Verdu              | Carlos Jimenez Valls      |
| 444    | Carlos Vento Sánchez         | Carlos Ruiz Moreno        |
| 446    | Christophe Baillet           | Jean-Louis Simon Herbeth  |
| 447    | Rebecca Busi                 | Giulia Maroni             |
| 448    | Luis Diaz Soza               | Stanley Sherrington       |
| 469    | Jeffrey Otten                | Marco Bouman              |

#### Camiones
| Número | Piloto                  | Copiloto                     | Mecánico                     |
| ------ | ----------------------- | ---------------------------- | ---------------------------- |
| 500    | Kees Koolen             | Wouter de Graaf              | Wouter Rozegaar              |
| 501    | Martin Macík Jr.        | František Tomášek            | David Švanda                 |
| 502    | Janus van Kasteren      | Darek Rodewald               | Marcel Snijders              |
| 503    | Martin Šoltys           | Roman Krejčí                 | David Hoffmann               |
| 504    | Victor Versteijnen      | Andreas van der Sande        | Teun van Dal                 |
| 505    | Jaroslav Valtr          | Rene Kilian                  | Tomáš Šikola                 |
| 506    | Martin Van Den Brink    | Rijk Mouw                    | Erik Kofman                  |
| 507    | Pascal de Baar          | Stefan Slootjes              | Marcin Krüger                |
| 508    | Aleš Loprais            | Petr Pokora                  | Jaroslav Valtr Jr            |
| 509    | Tomáš Vrátný            | Jaromír Martinec             | Bartłomiej Boba              |
| 510    | Richard de Groot        | Mark Laan                    | Jan Hulsebosch               |
| 511    | Mitchel van den Brink   | Jarno van de Pol             | Moi Torrallardona            |
| 512    | Ben van de Laar         | Jan van de Laar              | Adolph Huijgens              |
| 514    | Vaidotas Paškevičius    | Tomas Gužauskas              | Slavimor Volkov              |
| 515    | Claudio Bellina         | Bruno Gotti                  | Giulio Minelli               |
| 516    | Egbert Wingens          | Marije van Ettekoven         | Marijn Beekmans              |
| 517    | Ben de Groot            | Tom Brekelmans               | Govert Boogaard              |
| 518    | Mathias Behringer       | Hugo Kupper                  | Robert Striebe               |
| 519    | Teruhito Sugawara       | Hirokazu Somemiya            | Yuji Mochizuki               |
| 520    | Gert Huzink             | Rob Buursen                  | Martin Roesink               |
| 521    | Gerrit Zuurmond         | Tjeerd Van Ballegooy         | Klaas Kwakkel                |
| 522    | Jordi Juvanteny         | José Luis Criado             | Jordi Ballbé                 |
| 523    | Albert Llovera          | Margot Llobera               | Petr Vojkovský               |
| 524    | Umberto Fiori           | Dario de Lorenzo             | Aldo de Lorenzo              |
| 525    | Alberto Herrero         | Susana Hernando Inés         | Mario Rodríguez Sastre       |
| 526    | Ad Hofmans              | Remon van der Steen          | Mark Salomons                |
| 527    | Rafael Tibau Maynou     | Arnald Bastida Ubals         | Jordi Esteve Oro             |
| 528    | Nico Stijnen            | Joël Ebbers                  | Christiaan van der Haar      |
| 529    | Dave Ingels             | Johannes Schotanus           |                              |
| 530    | Miklós Kovács           | Péter Czeglédi               | Ács László                   |
| 531    | Robert Kasak            | Tomáš Kazarka                | Jaroslav Kolář               |
| 532    | José Martins            | Jérémie Gimbre               | Antonia de Roissard          |
| 533    | William Groningen       | Wesley van Groningen         | Marco van Oevern             |
| 534    | Igor Bouwens            | Syndiely Wade                | Ulrich Boerboom              |
| 535    | Michael Baumann         | Philipp Beier                | Sebastian Lindner            |
| 536    | Tomáš Tomeček           | Niccolo Funaioli             | Ard Munster                  |
| 537    | Sylvain Besnard         | Nicolas Falloux              | Sylvain Laliche              |
| 538    | Adwin Hoondert          | Jasper Riezebos              | Erwin de Vos                 |
| 539    | Dave Berghmans          | Sam Koopmann                 | Tom Geuens                   |
| 540    | Richard Gonzalez        | Patrick Prot                 | Roger Audas                  |
| 541    | Pep Sabaté              | Jordi Montaner Busquets      | Pol Tibau Roura              |
| 542    | Dušan Randýsek          | Joël Darboure                | Anthony Robineau             |
| 543    | Alex Aguirregaviria     | Francesc Salisi              | Jordi Perera                 |
| 544    | Jordi Celma Obiols      | Xavier Moreau                | Claudio Gianformaggio        |
| 545    | Cesare Rickler Del Mare | Oscar Bravo Garcia           |                              |
| 546    | Stefan Henken           | Philipp Rettig               | Michael Helminger            |
| 547    | Zsolt Darázsi           | Pierre Calmon                | Palco Lubomir                |
| 548    | Tariq Alrammah          | Samir Benbekhti              | Ramzi Menhem                 |
| 549    | Javier Jacoste          | José María Fontdevila Boloix | Juan Francisco Silva Pineiro |
| 550    | Ahmed Benbekhti         | Bruno Seillet                | Mickaël Fauvel               |
| 552    | David Giovannetti       | Renato Delmastro             | Paco Fernandes               |
| 553    | Sébastien Fargeas       | Armando Loureiro             | Luc Fertin                   |
| 554    | Philippe Perry          | Philippe Pedeche             |                              |
| 555    | Giso Verschoor          | Laurent Lalanne              | Edwin van der Vegt           |

## Resultados de etapas
Fuente: dakar.com

### Motos
| Etapa | Ganador de la etapa    | Tiempo                 | Líder de la general |
| ----- | ---------------------- | ---------------------- | ------------------- |
| Pr    | Toby Price             | 00:08:22               | Toby Price          |
| 1     | Ricky Brabec           | 03:31:10               | Ricky Brabec        |
| 2     | Mason Klein            | 05:23:04               | Mason Klein         |
| 3     | Daniel Sanders         | 04:24:15               | Daniel Sanders      |
| 4     | Joan Barreda Bort      | 04:28:18               | Daniel Sanders      |
| 5     | Adrien Van Beveren     | 04:27:18               | Skyler Howes        |
| 6     | Luciano Benavides      | 03:14:19               | Skyler Howes        |
| 7     | Anulada por mal tiempo | Anulada por mal tiempo | Skyler Howes        |
| 8     | Ross Branch            | 03:46:18               | Skyler Howes        |
| 9     | Luciano Benavides      | 03:18:44               | Skyler Howes        |
| 10    | Ross Branch            | 01:44:00               | Kevin Benavides     |
| 11    | Luciano Benavides      | 02:57:59               | Skyler Howes        |
| 12    | José Cornejo Florimo   | 01:57:27               | Toby Price          |
| 13    | Kevin Benavides        | 02:21:47               | Toby Price          |
| 14    | Kevin Benavides        | 01:15:17               | Kevin Benavides     |

### Quads
| Etapa | Ganador de la etapa     | Tiempo                 | Líder de la general |
| ----- | ----------------------- | ---------------------- | ------------------- |
| Pr    | Alexandre Giroud        | 00:08:50               | Alexandre Giroud    |
| 1     | Manuel Andújar          | 04:10:34               | Alexandre Giroud    |
| 2     | Alexandre Giroud        | 06:21:06               | Alexandre Giroud    |
| 3     | Alexandre Giroud        | 05:40:44               | Alexandre Giroud    |
| 4     | Alexandre Giroud        | 05:52:17               | Alexandre Giroud    |
| 5     | Francisco Moreno Flores | 05:49:21               | Alexandre Giroud    |
| 6     | Manuel Andújar          | 04:08:25               | Alexandre Giroud    |
| 7     | Anulada por mal tiempo  | Anulada por mal tiempo | Alexandre Giroud    |
| 8     | Manuel Andújar          | 04:56:05               | Alexandre Giroud    |
| 9     | Laisvydas Kancius       | 04:20:14               | Alexandre Giroud    |
| 10    | Marcelo Medeiros        | 02:04:28               | Alexandre Giroud    |
| 11    | Marcelo Medeiros        | 03:50:47               | Alexandre Giroud    |
| 12    | Marcelo Medeiros        | 02:37:04               | Alexandre Giroud    |
| 13    | Marcelo Medeiros        | 02:55:48               | Alexandre Giroud    |
| 14    | Laisvydas Kancius       | 01:36:16               | Alexandre Giroud    |

### Coches
| Etapa | Ganador de la etapa | Tiempo   | Líder de la general |
| ----- | ------------------- | -------- | ------------------- |
| Pr    | Mattias Ekström     | 00:08:00 | Mattias Ekström     |
| 1     | Carlos Sainz        | 03:20:41 | Carlos Sainz        |
| 2     | Nasser Al-Attiyah   | 05:00:26 | Carlos Sainz        |
| 3     | Guerlain Chicherit  | 03:22:59 | Nasser Al-Attiyah   |
| 4     | Sebastien Loeb      | 04:11:34 | Nasser Al-Attiyah   |
| 5     | Nasser Al-Attiyah   | 04:13:23 | Nasser Al-Attiyah   |
| 6     | Nasser Al-Attiyah   | 03:13:12 | Nasser Al-Attiyah   |
| 7     | Yazeed Al-Rajhi     | 03:06:23 | Nasser Al-Attiyah   |
| 8     | Sebastien Loeb      | 03:34:24 | Nasser Al-Attiyah   |
| 9     | Sebastien Loeb      | 03:07:24 | Nasser Al-Attiyah   |
| 10    | Sebastien Loeb      | 01:48:32 | Nasser Al-Attiyah   |
| 11    | Sebastien Loeb      | 02:56:14 | Nasser Al-Attiyah   |
| 12    | Sebastien Loeb      | 01:56:21 | Nasser Al-Attiyah   |
| 13    | Sebastien Loeb      | 02:26:17 | Nasser Al-Attiyah   |
| 14    | Guerlain Chicherit  | 01:09:24 | Nasser Al-Attiyah   |

### Prototipos ligeros (T3)
| Etapa | Ganador de la etapa      | Tiempo   | Líder de la general      |
| ----- | ------------------------ | -------- | ------------------------ |
| Pr    | Cristina Gutiérrez       | 00:08:49 | Cristina Gutiérrez       |
| 1     | Francisco López Contardo | 03:48:36 | Francisco López Contardo |
| 2     | Mitch Guthrie            | 05:38:31 | Francisco López Contardo |
| 3     | Austin Jones             | 04:05:03 | Seth Quintero            |
| 4     | Mitch Guthrie            | 05:01:55 | Mitch Guthrie            |
| 5     | Seth Quintero            | 04:59:55 | Guillaume de Mevius      |
| 6     | Guillaume de Mevius      | 04:59:55 | Guillaume de Mevius      |
| 7     | Mitch Guthrie            | 03:39:37 | Guillaume de Mevius      |
| 8     | João Ferreira            | 04:11:36 | Guillaume de Mevius      |
| 9     | David Zille              | 03:38:00 | Guillaume de Mevius      |
| 10    | Seth Quintero            | 01:55:18 | Guillaume de Mevius      |
| 11    | Ricardo Porem            | 03:19:11 | Austin Jones             |
| 12    | Mitch Guthrie            | 02:17:11 | Austin Jones             |
| 13    | Mitch Guthrie            | 02:41:08 | Austin Jones             |
| 14    | Cristina Gutiérrez       | 01:18:01 | Austin Jones             |

### SSV (T4)
| Etapa | Ganador de la etapa       | Tiempo   | Líder de la general       |
| ----- | ------------------------- | -------- | ------------------------- |
| Pr    | Rokas Baciuška            | 00:09:06 | Rokas Baciuška            |
| 1     | Eryk Goczał               | 04:02:44 | Eryk Goczał               |
| 2     | Marek Goczał              | 05:45:31 | Marek Goczał              |
| 3     | Cristiano Batista         | 04:21:05 | Marek Goczał              |
| 4     | Eryk Goczał               | 05:18:41 | Rodrigo Luppi de Oliveira |
| 5     | Rokas Baciuška            | 05:02:52 | Rodrigo Luppi de Oliveira |
| 6     | Marek Goczał              | 03:43:18 | Rodrigo Luppi de Oliveira |
| 7     | Rokas Baciuška            | 03:45:34 | Rokas Baciuška            |
| 8     | Jeremías González Ferioli | 04:16:18 | Rokas Baciuška            |
| 9     | Eryk Goczał               | 03:42:20 | Rokas Baciuška            |
| 10    | Gerard Farres Guell       | 01:58:22 | Rokas Baciuška            |
| 11    | Rokas Baciuška            | 03:25:13 | Rokas Baciuška            |
| 12    | Michal Goczał             | 02:19:07 | Rokas Baciuška            |
| 13    | Eryk Goczał               | 02:35:13 | Rokas Baciuška            |
| 14    | Carlos Vento Sánchez      | 01:21:54 | Eryk Goczał               |

### Camiones
| Etapa | Ganador de la etapa   | Tiempo   | Líder de la general |
| ----- | --------------------- | -------- | ------------------- |
| Pr    | Martin Macík          | 00:09:43 | Martin Macík        |
| 1     | Martin Macík          | 03:47:35 | Martin Macík        |
| 2     | Aleš Loprais          | 05:38:18 | Aleš Loprais        |
| 3     | Martin Macík          | 04:03:03 | Jaroslav Valtr      |
| 4     | Martin Macík          | 05:10:23 | Aleš Loprais        |
| 5     | Aleš Loprais          | 05:06:57 | Aleš Loprais        |
| 6     | Mitchel Van Den Brink | 03:46:58 | Aleš Loprais        |
| 7     | Janus Van Kasteren    | 03:35:10 | Aleš Loprais        |
| 8     | Martin Macík          | 04:04:28 | Aleš Loprais        |
| 9     | Janus Van Kasteren    | 03:40:52 | Aleš Loprais        |
| 10    | Pascal De Baar        | 02:09:46 | Janus Van Kasteren  |
| 11    | Martin Van Den Brink  | 03:39:52 | Janus Van Kasteren  |
| 12    | Janus Van Kasteren    | 02:30:38 | Janus Van Kasteren  |
| 13    | Martin Macík          | 03:02:43 | Janus Van Kasteren  |
| 14    | Vaidotas Paskevicius  | 01:18:34 | Janus Van Kasteren  |

### Clásicos
| Etapa | Ganador de la etapa | Puntos | Líder de la general |
| ----- | ------------------- | ------ | ------------------- |
| 1     | Jérôme Galpin       | 57     | Jérôme Galpin       |
| 2     | Juan Morera         | 21     | Juan Morera         |
| 3     | Serge Mogno         | 0      | Juan Morera         |
| 4     | Luís Pedrals        | 28     | Juan Morera         |
| 5     | Ondrej Klymciw      | 12     | Juan Morera         |
| 6     | Carlos Santaolalla  | 13     | Juan Morera         |
| 7     | Paolo Bedeschi      | 26     | Juan Morera         |
| 8     | Juan Morera         | 38     | Juan Morera         |
| 9     | Urbano Clerici      | 21     | Juan Morera         |
| 10    | Urbano Clerici      | 12     | Juan Morera         |
| 11    | Carlos Santaolalla  | 21     | Juan Morera         |
| 12    | Urbano Clerici      | 15     | Juan Morera         |
| 13    | Urbano Clerici      | 16     | Juan Morera         |

## Clasificación general
Fuente: dakar.com

### Motos
| Pos. | Piloto               | Vehículo                    | Tiempo   | Diferencia |
| ---- | -------------------- | --------------------------- | -------- | ---------- |
| 1    | Kevin Benavides      | KTM 450 Rally Factory       | 44:27:20 | -----      |
| 2    | Toby Price           | KTM 450 Rally Factory       | 44:28:03 | + 0:00:43  |
| 3    | Skyler Howes         | Husqvarna 450 Rally Factory | 44:32:24 | + 0:05:04  |
| 4    | Pablo Quintanilla    | Honda CRF 450 Rally         | 44:46:22 | + 0:19:02  |
| 5    | Adrien van Beveren   | Honda CRF 450 Rally         | 44:47:50 | + 0:20:30  |
| 6    | Luciano Benavides    | Husqvarna 450 Rally Factory | 44:50:02 | + 0:22:42  |
| 7    | Daniel Sanders       | Gas Gas 450 Rally Factory   | 44:53:17 | + 0:25:57  |
| 8    | José Ignacio Cornejo | Honda CRF 450 Rally         | 45:18:41 | + 0:51:21  |
| 9    | Lorenzo Santolino    | Sherco 450 SEF Rally        | 45:45:13 | + 1:17:53  |
| 10   | Franco Caimi         | Hero 450 Rally              | 46:05:24 | + 1:38:04  |

### Quads
| Pos. | Piloto                  | Vehículo          | Tiempo   | Diferencia |
| ---- | ----------------------- | ----------------- | -------- | ---------- |
| 1    | Alexandre Giroud        | Yamaha Raptor 700 | 56:44:30 | -----      |
| 2    | Francisco Moreno Flores | Yamaha Raptor 700 | 57:27:41 | + 00:43:11 |
| 3    | Pablo Copetti           | Yamaha Raptor 700 | 58:37:25 | + 01:52:55 |
| 4    | Juraj Varga             | Yamaha Raptor 700 | 59:35:52 | + 02:51:22 |
| 5    | Giovanni Enrico         | Yamaha Raptor 700 | 61:41:41 | + 04:57:11 |
| 6    | Toni Vingut             | Yamaha Raptor 700 | 65:22:32 | + 08:38:02 |
| 7    | Laisvydas Kancius       | Yamaha Raptor 700 | 76:00:23 | + 19:15:53 |
| 8    | Carlos Alejandro Verza  | Yamaha Raptor 700 | 81:35:00 | + 24:50:30 |
| 9    | Marcelo Medeiros        | Yamaha Raptor 700 | 86:47:55 | + 30:03:25 |
| 10   | Alejandro Fantoni       | Yamaha Raptor 700 | 94:47:16 | + 38:02:46 |

### Coches
| Pos. | Piloto             | Vehículo                     | Tiempo   | Diferencia |
| ---- | ------------------ | ---------------------------- | -------- | ---------- |
| 1    | Nasser Al-Attiyah  | Toyota GR DKR Hilux          | 45:03:15 | -----      |
| 2    | Sebastien Loeb     | Prodrive Hunter T1+          | 46:24:04 | + 1:20:49  |
| 3    | Lucas Moraes       | Toyota Hilux Overdrive       | 46:41:46 | + 1:38:31  |
| 4    | Giniel De Villiers | Toyota Hilux Overdrive       | 47:34:27 | + 2:31:12  |
| 5    | Henk Lategan       | Toyota GR DKR Hilux          | 47:39:38 | + 2:36:23  |
| 6    | Martin Prokop      | Ford Raptor RS Cross Country | 48:43:59 | + 3:40:44  |
| 7    | Juan Cruz Yacopini | Toyota Hilux Overdrive       | 49:30:24 | + 4:27:09  |
| 8    | Wei Han            | SMG HW2021                   | 49:32:36 | + 4:29:21  |
| 9    | Sebastián Halpern  | Mini John Cooper Works Plus  | 49:45:53 | + 4:42:38  |
| 10   | Guerlain Chicherit | Prodrive Hunter T1+          | 50:25:25 | + 5:22:10  |

### Prototipos ligeros (T3)
| Pos. | Piloto                   | Vehículo                               | Tiempo   | Diferencia |
| ---- | ------------------------ | -------------------------------------- | -------- | ---------- |
| 1    | Austin Jones             | Can-Am Maverick XRS                    | 51:55:53 | -----      |
| 2    | Seth Quintero            | Can-Am Maverick XRS                    | 52:47:58 | + 0:52:05  |
| 3    | Guillaume De Mévius      | OT3 - 04                               | 53:31:35 | + 1:35:42  |
| 4    | Cristina Gutiérrez       | Can-Am Maverick XRS                    | 54:52:13 | + 2:56:20  |
| 5    | Francisco López Contardo | Can-Am Maverick XRS                    | 54:55:41 | + 2:59:48  |
| 6    | Saleh Alsaif             | Can-Am Maverick X3                     | 56:10:01 | + 4:14:08  |
| 7    | Ebenhaezer Basson        | OT3 - 04                               | 56:49:59 | + 4:54:06  |
| 8    | Hans Weijs               | Arcane T3                              | 58:08:58 | + 6:13:05  |
| 9    | Santiago Navarro         | Can-Am Maverick X3                     | 58:30:40 | + 6:34:47  |
| 10   | Ignacio Casale           | Yamaha X-Raid YXZ1000R Turbo Prototype | 58:49:20 | + 6:53:27  |

### SSV (T4)
| Pos. | Piloto                    | Vehículo            | Tiempo   | Diferencia |
| ---- | ------------------------- | ------------------- | -------- | ---------- |
| 1    | Eryk Goczał               | Can-Am Maverick XRS | 53:10:14 | -----      |
| 2    | Rokas Baciuška            | Can-Am Maverick XRS | 53:26:58 | + 0:16:44  |
| 3    | Marek Goczał              | Can-Am Maverick XRS | 53:28:29 | + 0:18:15  |
| 4    | Jeremías González Ferioli | Can-Am Maverick XRS | 54:17:14 | + 1:07:00  |
| 5    | Gerard Farrés             | Can-Am Maverick XRS | 54:59:32 | + 1:49:18  |
| 6    | Bruno Conti de Olivera    | Can-Am Maverick     | 56:12:35 | + 3:02:21  |
| 7    | Michal Goczał             | Can-Am Maverick XRS | 57:12:53 | + 4:02:39  |
| 8    | Sebastian Guayasamin      | Can-Am Maverick XRS | 57:57:48 | + 4:47:34  |
| 9    | Pau Navarro               | Can-Am Maverick X3  | 58:01:14 | + 4:51:00  |
| 10   | Florent Vayssade          | Polaris RZR Pro R   | 59:21:58 | + 6:11:44  |

### Camiones
| Pos. | Piloto                | Vehículo                | Tiempo   | Diferencia |
| ---- | --------------------- | ----------------------- | -------- | ---------- |
| 1    | Janus van Kasteren    | Iveco PowerStar         | 54:03:33 | -----      |
| 2    | Martin Macík          | Iveco PowerStar         | 55:18:07 | + 1:14:34  |
| 3    | Martin van den Brink  | Iveco PowerStar         | 56:43:55 | + 2:40:22  |
| 4    | Mitchel van den Brink | Iveco PowerStar         | 58:06:02 | + 4:02:29  |
| 5    | Jaroslav Valtr        | Tatra Phoenix Buggyra   | 59:09:42 | + 5:06:09  |
| 6    | Martin Šoltys         | Tatra 815               | 63:12:16 | + 9:08:43  |
| 7    | Ben van de Laar       | Iveco 4x4 DRNL          | 64:52:59 | + 10:49:26 |
| 8    | Richard de Groot      | Iveco PowerStar Torpedo | 67:48:48 | + 13:45:15 |
| 9    | Tomáš Vrátný          | Tatra Jamal             | 68:27:25 | + 14:23:52 |
| 10   | Teruhito Sugawara     | Hino 600-Hybrid         | 72:58:33 | + 18:55:00 |

### Clásicos
| Pos. | Piloto             | Vehículo                  | Puntaje | Diferencia |
| ---- | ------------------ | ------------------------- | ------- | ---------- |
| 1    | Juan Morera        | Toyota Land Cruiser HDJ80 | 428     | -----      |
| 2    | Carlos Santaolalla | Toyota Land Cruiser HDJ80 | 529     | + 101      |
| 3    | Paolo Bedeschi     | Toyota Land Cruiser BJ71  | 631     | + 203      |
| 4    | Riccardo Garosci   | Nissan Terrano II         | 813     | + 385      |
| 5    | Serge Mogno        | Toyota Land Cruiser HDJ80 | 889     | + 461      |
| 6    | Dirk Van Rompuy    | Toyota Land Cruiser HDJ80 | 923     | + 495      |
| 7    | Erik Qvick         | Toyota Land Cruiser HDJ80 | 1055    | + 627      |
| 8    | Julien Texier      | Porsche Martini           | 1163    | + 735      |
| 9    | René Declercq      | Volkswagen Iltis          | 1114    | + 986      |
| 10   | Cédric Zolliker    | Toyota Land Cruiser HDJ80 | 1732    | + 1304     |